# Titanato di litio
Il titanato di litio è il sale di litio dell'acido titanico con formula chimica Li2TiO3. È una polvere bianca con un punto di fusione di 1533 °C.
Il titanato di litio è il componente anodico della batteria litio-titanato a ricarica rapida, di interesse per la produzione di batterie per auto elettriche. Trova impiego anche come additivo negli smalti porcellanati e nei corpi isolanti ceramici a base di titanati. Viene spesso utilizzato come flussante grazie alla sua buona stabilità. Negli ultimi anni, insieme ad altre ceramiche di litio, i ciottoli di metatitanato sono stati oggetto di ricerche sui materiali di riproduzione del trizio nelle applicazioni di fusione nucleare.

## Struttura cristallina e cristallizzazione
Il titanato di litio possiede struttura monoclina con costanti di reticolo {\displaystyle a=0,505\,\mathrm {nm} }, {\displaystyle b=0,876\,\mathrm {nm} } e {\displaystyle c=0,968\,\mathrm {nm} } ai quali corrispondono gli angoli {\displaystyle \alpha =90^{\circ }}, {\displaystyle \beta =100^{\circ }} e {\displaystyle \gamma =90^{\circ }}. Ha simbolo di Pearson mS48 e gruppo spaziale C2/c (gruppo nº15). La cella unitaria ha volume pari a {\displaystyle 0,4217\,\mathrm {nm^{3}} }.
La fase più stabile del titanato di litio è {\displaystyle \beta -\mathrm {Li_{2}TiO_{3}} } che appartiene al sistema monoclino. Una fase cubica ad alta temperatura che mostra un comportamento di tipo a soluzione solida è denominata {\displaystyle \gamma -\mathrm {Li_{2}TiO_{3}} } che si forma in modo reversibile al di sopra di temperature comprese tra 1150 e 1250 °C. Una fase cubica metastabile, isostrutturale con {\displaystyle \gamma -\mathrm {Li_{2}TiO_{3}} } è indicata come {\displaystyle \alpha -\mathrm {Li_{2}TiO_{3}} }: si forma a basse temperature e si trasforma nella fase {\displaystyle \beta } più stabile a 400 °C.

## Usi nella sinterizzazione
Il processo di sinterizzazione consiste nel prelevare una polvere, metterla in uno stampo e riscaldarla al di sotto del suo punto di fusione. La sinterizzazione si basa sulla diffusione atomica, gli atomi nella particella di polvere si diffondono nelle particelle circostanti formando alla fine un materiale solido o poroso.
È stato scoperto che le polveri Li2TiO3 hanno un'elevata purezza e una buona capacità di sinterizzazione.

## Utilizzi come catodo

### Celle a combustibile a carbonato fuso
Il titanato di litio viene utilizzato come catodo nello strato uno di un catodo a doppio strato per le celle a combustibile a carbonati fusi. Queste celle a combustibile hanno due strati di materiale, lo strato 1 e lo strato 2, che consentono la produzione di celle a combustibile a carbonato fuso ad alta potenza che funzionano in modo più efficiente.

### Batterie agli ioni di litio
Il titanato di litio è utilizzato nel catodo di alcune batterie agli ioni di litio, insieme a un legante acquoso e un agente conduttore. Il titanato di litio viene utilizzato perché è in grado di stabilizzare gli agenti conduttori catodici ad alta capacità, LiMO2 (M=Fe, Mn, Cr, Ni). Il titanato di litio e gli agenti di conduzione (LiMO2) sono stratificati per creare il materiale del catodo. Questi strati consentono il verificarsi della diffusione del litio.

## Batteria al titanato di litio
La batteria al titanato di litio è una batteria ricaricabile molto più veloce da caricare rispetto ad altre batterie agli ioni di litio. Si differenzia dalle altre batterie agli ioni di litio perché utilizza il titanato di litio sulla superficie dell'anodo anziché il carbonio. Ciò è vantaggioso perché non crea uno strato di interfaccia elettrolita solido, che funge da barriera all'ingresso e all'uscita degli ioni di litio da e verso l'anodo. Ciò consente alle batterie al titanato di litio di essere ricaricate più rapidamente e di fornire correnti più elevate quando necessario. Uno svantaggio della batteria al titanato di litio è una capacità e una tensione molto inferiori rispetto alla batteria agli ioni di litio convenzionale. La batteria al titanato di litio è attualmente utilizzata nei veicoli elettrici a batteria e in altre applicazioni specialistiche.

## Sintesi di polvere allevatrice di titanato di litio
La polvere di titanato di litio è più comunemente preparata dalla miscelazione di carbonato di litio, soluzione di nitrato di titanio e acido citrico seguita da calcinazione, compattazione e sinterizzazione. Il materiale nanocristallino creato viene utilizzato come polvere autofertilizzante grazie alla sua elevata purezza e attività.

## Allevamento di trizio
Le reazioni di fusione, come quelle nel proposto reattore termonucleare dimostrativo ITER, sono alimentate da trizio e deuterio. Le risorse di trizio sono estremamente limitate nella loro disponibilità, con risorse totali stimate in venti chilogrammi. I ciottoli di ceramica contenenti litio possono essere utilizzati come materiali costitutivi solidi in un componente noto come coperta da riproduzione raffreddata a elio per la produzione di trizio. Il manto riproduttivo costituisce una componente chiave del progetto del reattore ITER. In tali progetti di reattori il trizio è prodotto dai neutroni che lasciano il plasma e interagiscono con il litio nel manto. Il titanato di litio insieme a Li4SiO4 sono interessanti come materiali di riproduzione del trizio perché mostrano un rilascio elevato di trizio, una bassa attivazione e stabilità chimica.